# Ringwall Steinberg
Die Ringwall Steinberg, auch Wallburg Känigstein genannt, ist eine abgegangene Ringwallanlage etwa 1450 m ostsüdöstlich der Pfarrkirche St. Georg des Oberpfälzer Marktes  Königstein im Landkreis Amberg-Sulzbach. Die Anlage wird als Bodendenkmal unter der Aktennummer D-3-6335-0016 als „Wallanlage vor- und frühgeschichtlicher Zeitstellung, Höhensiedlung der Urnenfelderzeit“ geführt. In unmittelbarer Nähe befindet sich 200 m östlich die Abschnittsbefestigung Steinberg.

## Beschreibung
Der Ringwall Steinberg liegt auf dem Hauptmassiv des Steinbergs. Hier ist ein 30 zu 20 m großer Burgplatz entlang der oberen Steilhangkante erkennbar. Gegen Nord-Nordwest ist dieser mit einem Randwall geschützt, der am östlichen Felsansatz endet. Im Nordost-Eck liegt eine „Höhle mit vorgeschichtlichen Funden“ (Aktennummer D-3-6335-0031 im Bayernatlas).